# جی بارز
جی بارز (انگلیسی: Jay Barrs؛ زادهٔ ۱۷ ژوئیه ۱۹۶۲) کماندار اهل ایالات متحده آمریکا بود.
وی در مسابقات کشوری و بین‌المللی در مجموع برندهٔ ۲ مدال طلا، ۳ مدال نقره، ۱ مدال برنز شده‌است.